# Atari Panther
O Atari Panther é um console de videogame de 32-bit cancelado da Atari Corporation que seria o sucessor do Atari 7800  e o Atari XEGS. Foi desenvolvido pelas mesmas ex-equipes da  Sinclair e a Flare Technology, que anteriormente era responsável por dois projetos de console cancelados: o Flare One e o Konix Multisystem. O Panther foi planejado para ser uma combinação do Atari ST e do Atari Transputer Workstation, com o hardware de vídeo Blossom.
O trabalho começou em 1988 com um lançamento planejado em 1991 para competir diretamente com o Super Nintendo Entertainment System e o Sega Genesis. A Atari abandonou o projeto em favor do  Jaguar de 64 bits depois que a equipe da Flare os convenceu de que deveriam criar um hardware de gráficos 3d em vez disso. Antes de seu cancelamento, kits de desenvolvimento para o Panther já haviam sido enviados a vários desenvolvedores. Vários jogos estavam em desenvolvimento, que foram interrompidos pelo cancelamento do console.

## Hardware
O sistema possui três chips, consistindo em um Motorola 68000 rodando a 16 MHz, um processador gráfico chamado de "Panther" e uma placa de som apelidada de "Otis", apresentando 32 canais de som (presumivelmente um ES5505). O Panther nunca foi lançado comercialmente porque o design foi eclipsado pelo Jaguar. 

## Jogos
Cerca de três jogos foram planejados para o Panther:
- Cybermorph
- Trevor McFur in the Crescent Galaxy
- Raiden

Todos eles foram refeitos para o Atari Jaguar

## Desenvolvimento
O desenvolvimento do Atari Panther não foi anunciado ao público até que o console já fosse cancelado, embora houvesse rumores de sua existência. O console estava totalmente desenvolvido e operacional no momento do cancelamento. Em uma edição de julho de 1991 da revista  The One, foi relatado que uma semana antes do cancelamento do Panther, o escritório da Atari no Reino Unido estava começando a revelar detalhes do console para um lançamento no outono de 1991. especula que a divisão da Atari nos Estados Unidos não comunicou esta mudança de planos à divisão do Reino Unido até que já fosse anunciado. O diretor de marketing da Atari UK, Peter Staddon, afirmou em relação ao cancelamento que "O Panther estava demorando mais para chegar ao mercado, e com o outro projeto demorando menos - ficaríamos com uma lacuna entre os dois lançamentos de apenas seis a nove meses." 
O Panther foi considerado capaz de lidar com gráficos 3D devido a uma "capacidade matemática de hardware sofisticado" sem desacelerar, e sua a placa de som tinha 32 vozes em estéreo que podiam ser filtradas com  interpolação de frequência, em loop para frente / para trás, e o volume de cada voz e panorâmica estéreo eram controlados por software. O Panther tinha uma  memória interna de 32 KB e um tamanho máximo de cartucho de 16 MB. O Panther deveria ter quatro portas de joystick digital, duas portas de joystick analógico e duas portas para um acessório light gun. O processador gráfico "Panther" era responsável por manipular os gráficos do sistema, liberando o processador principal para outras operações. O processador gráfico pega dados de sprite da memória e os grava na tela, e era capaz de executar transferências rápidas para a memória (como com um  chip de blitter em um Amiga ou nos  Atari STE), que permitiu copiar telas inteiras quase instantaneamente. Os Sprites e gráficos de fundo podiam ser aumentados ou reduzidos, invertidos, girados ou inclinados facilmente. A memória de exibição do Panther deveria acomodar uma paleta de 32 cores, mas foi capaz de alternar paletas enquanto a tela está sendo atualizada, até cada linha individual. a revista The One afirmava que "uma tela acabada pode ostentar qualquer coisa até 8.384 cores em uma gama impressionante de 262.144 "e que o hardware poderia" lidar simultaneamente com até 83.840 sprites de qualquer tamanho (sem diminuir a velocidade)".
Vários demos para o Panther foram criados por Jeff Minter, incluindo um demo retratando um antílope correndo de um Tyrannosaurus intitulado "The Antelope Demo", e uma demo de  asteróides arremetendo em direção à tela, também há uma demo intitulada "Prioritize Test #1", cuja demo é um teste com um título desconhecido apresentando imagens abstratas psicodélicas e usando uma infinidade de cores. O "The Antelope Demo" mostrou as habilidades de manuseio de sprites do Panther, com a revista The One declarando que "não importa quantos desses antílopes apareçam na tela, a taxa de movimento nunca diminui" e afirma em relação ao "Prioritize Test #1" que "Os asteróides começam como pequenos sprites à distância, então as habilidades de escalonamento de sprites do Panther são utilizadas para trazê-los para frente a uma velocidade fenomenal." 